# Gare de Santes
Gare de Santes vasútállomás Franciaországban, Santes településen.

## Vasútvonalak
Az állomást az alábbi vasútvonalak érintik:
- Fives-Abbeville-vasútvonal

## Kapcsolódó állomások
A vasútállomáshoz az alábbi állomások vannak a legközelebb:
- Gare d’Haubourdin
- Gare de Wavrin